# Iniciativa por La Orotava
Iniciativa por La Orotava (IpO) es un partido nacionalista canario de izquierdas. 
Este partido es de ámbito municipal, en La Orotava (Tenerife), y se creó como segregación del partido ICAN al unirse este último con Coalición Canaria.
En el año 2002 se convierte en el comité local de Alternativa Popular Canaria en La Orotava. Este partido concurrió en varias elecciones municipales en coalición con el partido Los Verdes de Canarias siendo el segundo partido más votado por lo que representaba la primera fuerza de la oposición municipal. Sin embargo, a mediados del año 2004, debido a divergencias entre los dos partidos se rompió esta coalición. Durante todos estos años su cabeza de lista fue José Manuel Hernández Hernández. 
En marzo del 2006 se procedió a la rotación de concejales de acuerdo con la decisión de la Asamblea General de IpO. Dicha rotación, según IpO, se debe a los principios ideológicos y organizativos del partido, caracterizados por el trabajo en equipo, y a la idea de "desprofesionalizar" la política. En las elecciones municipales de 2007 obtuvo 3 concejales. 